# Marcel de Corte
Marcel De Corte (1905–1994), filósofo e monárquico belga.
Foi ex-aluno da Escola Normal Superior de Paris, onde ingressou em 1929, como um estudante estrangeiro.
Já formado ensinou filosofia na Universidade de Liège, da qual mais tarde também foi reitor.
No Real Pergunta, ele era um acérrimo defensor da manutenção da monarquia.
É representante de uma corrente ideológica católica que, à luz da filosofia tomista, questiona o desenvolvimentos e mudanças sociais decorrentes da Revolução Francesa que levaram à nossa chamada sociedade "moderna".
O igualitarismo, a urbanização, a globalização e o marxismo, para ele são todas as manifestações de desintegração social dos direitos morais e que nos levam para um caminho suicida da humanidade.

## Obras
- La liberté de l'esprit dans l'expérience mystique (Paris, Ed. de la Nouvelle Équipe, 1933)
- La doctrine de l'intelligence chez Aristote, essai d'exégèse (Préf. d'Étienne Gilson, de l'Acad. franç. Paris, Vrin, 1934)
- Le Commentaire de Jean Philopon sur le Troisième Livre du « Traité de l'Âme » d'Aristote (Liège, Fac. de Philosophie et Lettres; Paris, Droz, 1934)
- Aristote et Plotin. Études d'histoire de la philosophie ancienne (Paris, Desclée De Brouwer, 1935)
- La philosophie de Gabriel Marcel (Paris, Téqui, 1938)
- L'essence de la poésie. Étude philosophique de l'acte poétique (Bruxelles, Cahier des Poètes Catholiques, 1942)
- Incarnation de l'homme. Psychologie des moeurs contemporaines (Paris, Libr.de Médicis, 1942 ; rééd. anastatique : Bruxelles, Ed. Universitaires, 1944)
- Philosophie des mœurs contemporaines (Bruxelles, Ed. Universitaires, 1944)
- Du fond de l'abîme. Essai essai sur la situation morale de notre pays au lendemain de la Libération (Bruges, Desclée De Brouwer, 1945)
- Essai sur la fin d'une civilisation (Bruxelles, Ed. Universitaires ; Paris Libr. de Médicis, 1949)
- Mon pays où vas-tu ? Philosophie et histoire de la crise belge de 1950 (Paris-Bruxelles, Ed. Universitaires 1951)
- (Coécrit avec Marie de Corte, son épouse) Deviens ce que tu es : Léon, notre fils, 1937-1955..., édité en 1956 et préfacé par Gustave Thibon (Paris, Ed. Universitaires, 1956 ; Rééd. : Paris, Nouvelles Éditions Latines, 1969)
- J'aime le Canada français (Québec, Presses Universitaires Laval, 1960)
- L'homme contre lui-même (Paris, Nouvelles Éditions Latines, 1962)
- L'intelligence en péril de mort (Paris, Club de la Culture française, 1969)
- De la Justice (Jarzé, Dominique Martin Morin, 1973)
- De la prudence. La plus humaine des vertus (Jarzé, Dominique Martin Morin, 1974)
- De la force (S.1. Dominique Martin Morin, 1980)
- De la tempérance (S.1. Dominique Martin Morin, 1982)